# Micropholis caudata
Micropholis caudata é uma espécie de salamandra da família Sapotaceae. É um monotípico dentro do género Micropholis.
É endémica do Brasil.